# Minecraft server
Minecraft server je herní server ve videohře Minecraft, díky kterému mohou hrát hráči spolu, tj. v multiplayerovém režimu. Pojem server v kontextu videohry spíše znamená připojení k počítačové síti než nutně k jednomu konkrétnímu serveru. Hráči, kteří chtějí hru Minecraft ve formě multiplayeru hrát, mohou využít servery na bázi internetového hostingu, jakým je například nejpopulárnější server Hypixel (a v minulosti také například server Mineplex), či si vytvořit server vlastní. Jednotlivé servery jsou spravovány správci, kteří mají přístup k pokročilým možnostem jejich nastavení. 
Existuje řada typů Minecraft serverů. Některé nabízí hraní tzv. miniher, zatímco jiné například pouze jen umožňují hráčům hrát standardní videohru Minecraft ve více hráčích. Řada serverů nabízí také různé druhy modifikací do hry. 

## Historie
Multiplayer byl do hry Minecraft přidán v srpnu 2010. V roce 2013 představila společnost Mojang Studios, jež je tvůrcem Minecraftu, možnost tvorby serverů pomocí tzv. Minecraft Realms. V červnu 2014 společnost Mojang zakázala serverům prodávat hráčům doplňky do hry za reálné peníze, které poskytnou hráči herní výhodu. V důsledku tohoto opatření řada serverů zanikla, zatímco jiné servery byly nuceny změnit způsob svého financování a zaměřit se na prodej předmětů, které ve videohře pouze mění vzhled, ale nezasahují do fungování hry jako takové. V červenci 2022 byla do videohry přidána možnost nahlašování hráčů za jimi napsané zprávy ve videoherním chatu. V listopadu 2023 zveřejnila společnost Mojang seznam oficiálních a jimi ověřených Minecraft serverů (ačkoliv některé z nich v době zveřejnění seznamu nesplňovaly podmínky společnosti).

## Hledání serverů
Pro usnadnění hledání a připojování k těmto serverům mohou hráči využívat externí stránky, které agregují seznamy Minecraft serverů. Tyto weby nabízejí filtry pro vyhledávání serverů podle různých kritérií, jako jsou typy herních módů (např. survival, creative, minigames), regionální umístění serverů, jazykové preference a další faktory.
Tyto weby obvykle nabízejí hodnocení serverů, recenze hráčů a podrobnosti o pravidlech serverů, což usnadňuje rozhodování o tom, který server navštívit.